# 武汉大学信息管理学院
武汉大学信息管理学院是武汉大学的一个学院，位于主校区，其起源可追溯至1920年创办的文华大学图书科。

## 历史
- 1920年韦棣华（Mary Elizabeth Wood，美国学者）和沈祖荣（中国第一位图书馆学留学生）创办武昌文华大学图书科。
- 1929年图书科独立成为武昌文华图书馆专科学校（Boone Library School）。
- 1953年学校被并入武汉大学，更名武汉大学图书馆学系。
- 1956年建立图书馆学本科专业。
- 1984年教育部批准其建立为图书情报学院。
- 2001年最终改为现名。 [3]

## 本科
- 图书馆学
- 信息管理与信息系统
- 档案学
- 编辑出版学
- 电子商务[3]
- 大数据管理与应用

## 研究生
- 硕士及博士点
  - 图书馆学（被批准为国家重点学科）
  - 情报学（被批准为国家重点学科）
  - 档案学
  - 信息资源管理
  - 出版发行学
  - 管理科学与工程
  - 电子商务
- 一级学科博士学位授权点
  - 图书馆、情报与档案管理
  - 管理科学与工程（与经济管理学院等合作建设的）
- 博士后流动站
  - 图书馆、情报与档案管理[3]